# Anne van Olst
Anne van Olst   (Aalborg, 25 de març de 1962), nascuda com a  Anne Koch Jensen, és una genet de doma danesa, ja retirada, guanyadora d'una medalla olímpica.
Durant la seva carrera esportiva va prendre part en cinc edicions dels Jocs Olímpics d'Estiu, el 1988, 1992, 2000, 2008 i 2012. El millor resultat el va obtenir als Jocs de Pequín, on guanyà la medalla de bronze en la prova de doma per equips del programa d'hípica. Formà equip amb Natàlia de Sayn-Wittgenstein-Berleburg i Andreas Helgstrand.